# 삼성혈

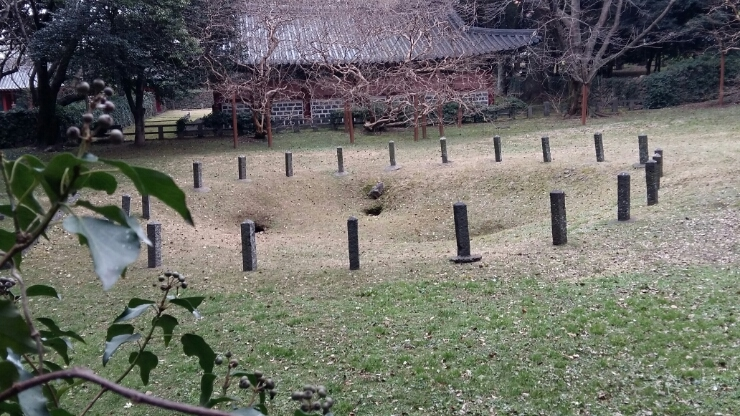
삼성혈

삼성혈(三姓穴)은 대한민국 제주시의 제주 칼 호텔과 제주도민속자연사박물관 사이의 송림 가운데에 위치한 3개의 구멍이다. 1964년 6월 10일 사적 제134호로 지정되었다. '모흥혈'이라고도 한다. 탐라국 개국의 전설이 있는 유명한 곳이다. 태고 시대에 양을나(良乙那)·고을나(高乙那)·부을나(夫乙那)의 3신이 이 세 웅덩이에서 태어나 사자(使者)가 데려온 3처녀를 배필로 맞아 살면서 탐라국을 세워 제주도의 개조가 되었다 한다. 현재도 3웅덩이의 흔적이 남아 있으며 사당(祠堂)·비석이 있다. 1526년 제주목사 이수동이 양·고·부씨의 후손들에게 혈제를 지내게 하면서 치제가 시작되었다. 1698년 삼을나묘를, 1827년 전사청을, 1849년 숭보당을 세웠다.

## 고려사
고려사 고기(高麗史 古記)에 다음과 같이 말하고 있다. 탐라는 남해 가운데 있다. 처음에는 사람이 없었는데 삼신인이 땅에서 솟아나니 그들은 바로 을라 삼형제이었으니 화살을 쏘아 떨어지는 곳을 도읍으로 정하기로 하고, 맏이를 양을나, 버금을 고을나, 셋째를 부을나라 하였다. 세사람은 거친 들판을 돌아 다니며 사냥하여 가죽옷을 입고 고기를 먹으며 살았다. 하루는 붉은 진흙으로 봉한 나무 상자가 동쪽 바닷가로 떠내려 온 것을 발견하고 나가서 열어 보니 그 안에 또 석함(石函)이 있고 붉은 띠에 자줏빛 옷을 입은 사자(使者)가 한 사람 따라와 있었다. 석함을 여니 푸른 옷을 입은 처녀 3명과 망아지, 송아지와 오곡 씨앗 등 여러가지가 있었다. 이에 사자가 말하기를 "나는 일본국 사신입니다. 우리 왕이 이 세 왕녀를 낳고 이르되 서해 한가운데 있는 산에 신자(神子) 3명이 강생(降生)하여 장차 나라를 세우려는데 배필이 없다하시고 이에 신(臣)에게 명하여 세 왕녀를 모시게 하였습니다. 마땅히 배필로 삼아 대업(大業)을 이룩하시옵소서"하고 홀연히 구름을 타고 떠나가 버렸다. 3명은 나이 차례로 나누어 배필을 삼고 샘물이 달며 땅이 기름진 곳에 나아가서 활을 쏘아 터를 정하니 양을나가 사는 곳을 제일도(第一徒), 고을나가 사는 곳을 제이도(第二徒), 부을나가 사는 곳을 제삼도(第三徒)라 하고 비로소 오곡을 파종하고 또한 망아지와 송아지를 기르니 날로 부유하고 번영하였다.

## 동국통감
동국통감(東國通鑑)은 성종15년(1484) 간행되어 장왈양(長曰良)이라 하고 장위양설(長爲良說)이 굳어졌으며, 이후에도 살펴 보면 효종4년(1654)에 이원진(李元鎭)목사(牧使)도 삼성혈조(三姓穴條)에 양고부(良高夫)라 썼고 숙종29년(1703)에 이형상 목사(李衡祥 牧使) 역시 삼성사상량문(三姓祠上樑門)에 양고부(良高夫)로 썼다. 이때 사우(祠宇)를 완성하고 삼신인(三神人)의 위패(位牌) 순위를 정함에 있어, 삼성신인강생(三姓神人降生)의 사적문헌과 국사를 널리 상고(詳考)한 끝에 양을나(良乙那)를 제1위에 모시고, 고을나(高乙那)를 제2위에, 부을나(夫乙那)를 제3위로 결정 후, 제문(祭文)을 지어 위패(位牌)를 모시고 제사를 올리었다.

## 왕조실록
王朝實錄(왕조실록 42~P.163)에 의하면 영조5년(1771)에 高漢俊(고한준)등이 主上(주상)께 奏請(주청)하는 상소문에도 良高夫(양고부)로 썼다. 또한 李丙燾(이병도)著의 韓國史(한국사)에도 良高夫(양고부)요, 金泰能(김태능)著의 濟州島史論攷(제주도사논고)에도 良高夫(양고부)라 했으며 國史大事典(국사대사전)•한국사대사전 등에도 良高夫(양고부)라고 기록하였으며, 玄容駿(현용준)著 「濟州島神記(제주도신기)」에도 良高夫(양고부)라 수록이 되어 있다.
"제주목(濟州牧)"
본주(本州)는 전라도의 남쪽 바다 가운데 있다. 그 주(州)의 고기(古記)에 이르기를,“태초(太初)에는 사람과 물건이 없었는데, 신선[神人] 세 사람이 땅으로부터 솟아나왔다. 지금도 주산(主山) 북쪽 기슭에 ‘모흥(毛興)’이라 하는 구멍이 있는데, 이것이 바로 그곳이다. 맏을 ‘양을나(良乙那)’, 둘째를 ‘고을나(高乙那)’ 세째를 ‘부을나(夫乙那)’라고 하였다.

## 같이 보기
- 삼사석

## 참고 자료
- 제주 삼성혈 - 국가유산청 국가유산포털
- 삼성혈(三姓穴) - 한국서원연합회

 위키미디어 공용에 삼성혈 관련 미디어 분류가 있습니다.